# Parafia św. Jadwigi Śląskiej w Gilowie
Parafia św. Jadwigi Śląskiej w Gilowie znajduje się w dekanacie piławskim w diecezji świdnickiej. Była erygowana w XIV w. Jej proboszczem jest ks. Grzegorz Jakuszewski.